# Большое животное
«Большое животное» (пол. Duże zwierzę) — польский фильм 2000 года режиссёра Ежи Штура по сценарию Кшиштофа Кесьлёвского, по мотивам рассказа Казимира Орлося.

## Сюжет
Господин Зигмунд Савицкий, работник банка, однажды находит в своем дворе верблюда. Он решает извлечь из этого какую-то прибыль, поэтому с женой Марысей забирает верблюда и ухаживает за ним. Но начинаются неприятности как с другими горожанами, так и с местными властями.

## Критика
Критик Роджер Эберт в рецензии для Chicago Sun-Times оценил фильм на 3 из 4 звёзд и отметил что фильм «причудливый, горько-сладкий на минорной ноте».